# Герб Алмати
Герб Алмати — один з офіційних символів міста Алмати в Казахстані. Прийнятий 6 липня 1993 року.

## Опис і символіка
Офіційний опис герба: 
Герб міста Алмати являє собою основу у вигляді круглого східного щита, на передньому плані якого зображений Сніговий барс, який тримає в роті гілку з вісьмома квітками яблуні, які уособлюють вісім районів м. Алмати. Барс йде вперед впевненою ходою, його права лапа піднята вгору для наступного кроку вперед, але при цьому голова барса повернута назад, що свідчить про спадкоємність розвитку міста з найдавніших часів до сучасності. На задньому плані – засніжена вершина величних гір Алатау, в родючій місцевості яких розташоване місто Алмати. Тло всього герба синє - кольору прапора Республіки Казахстан. Коло обрамлене декоративними лінійними стрічками та гніздами юрт з елементами шанираку. На золотому фоні червоним кольором по кільцю зображено казахський національний орнамент, який переплітається зі шрифтами в написі «Алмати». Герб міста включає такі кольори: золотий, червоний, синій, білий, рожевий і срібний.
Автором герба є Шакен Ніязбеков, який також розробив прапор Казахстану.